# Micro-région de Bicske
La micro-région de Bicske (en hongrois : bicskei kistérség) est une micro-région statistique hongroise rassemblant plusieurs localités autour de Bicske.